# Neoterebra intertincta
Neoterebra intertincta é uma espécie de gastrópode do gênero Neoterebra, pertencente a família Terebridae.